# Port Saint-Goustan
Le port Saint-Goustan (ou « de Saint-Goustan ») est un ancien port de pêche et de commerce, situé en bordure de la rivière d'Auray (ou rivière du Loc'h), devenu l'un des quartiers d'Auray dans le département du Morbihan.
Il tire son nom de saint Goustan, le patron des marins et des pêcheurs.

## Histoire

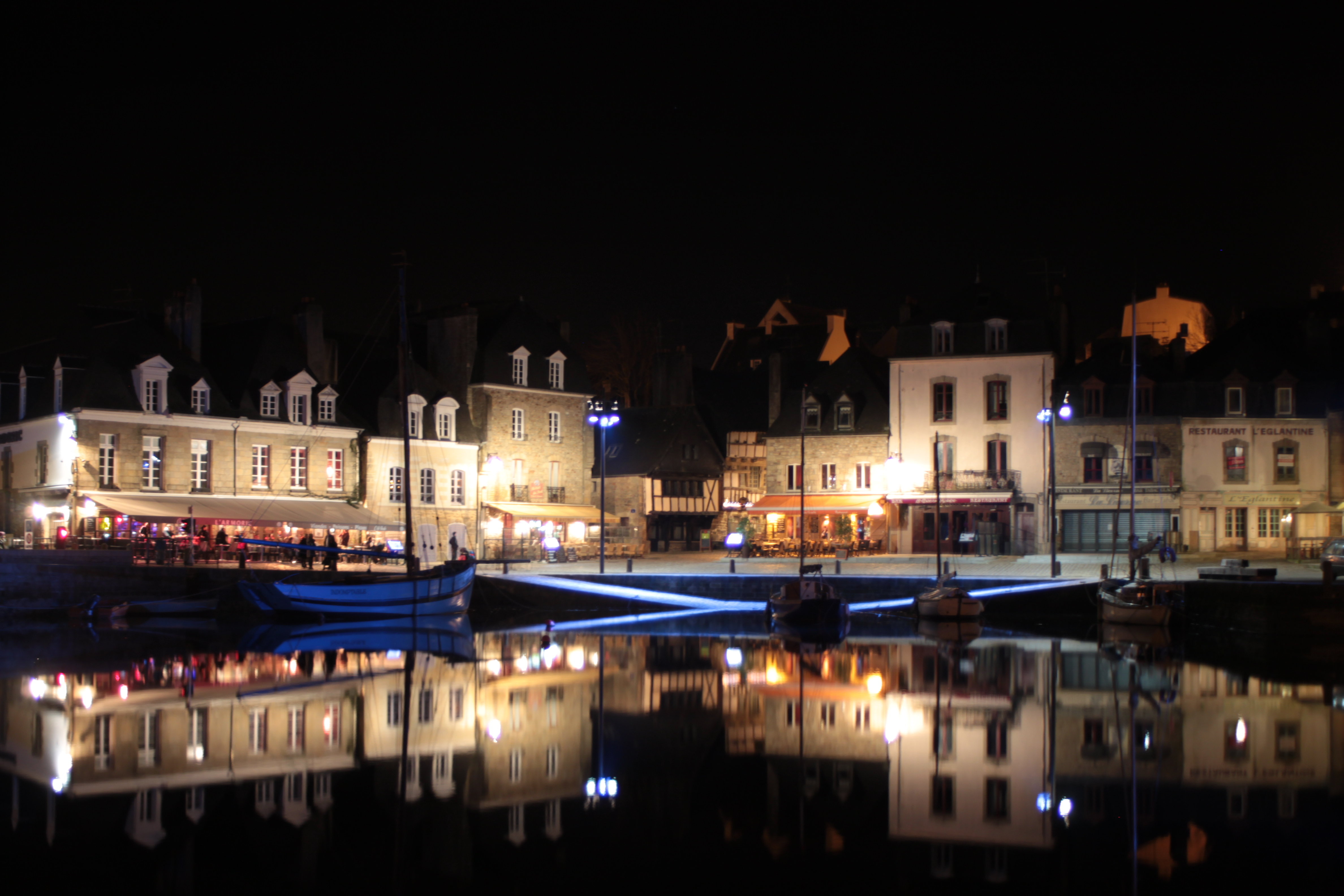
Port de Saint-Goustan, de nuit.

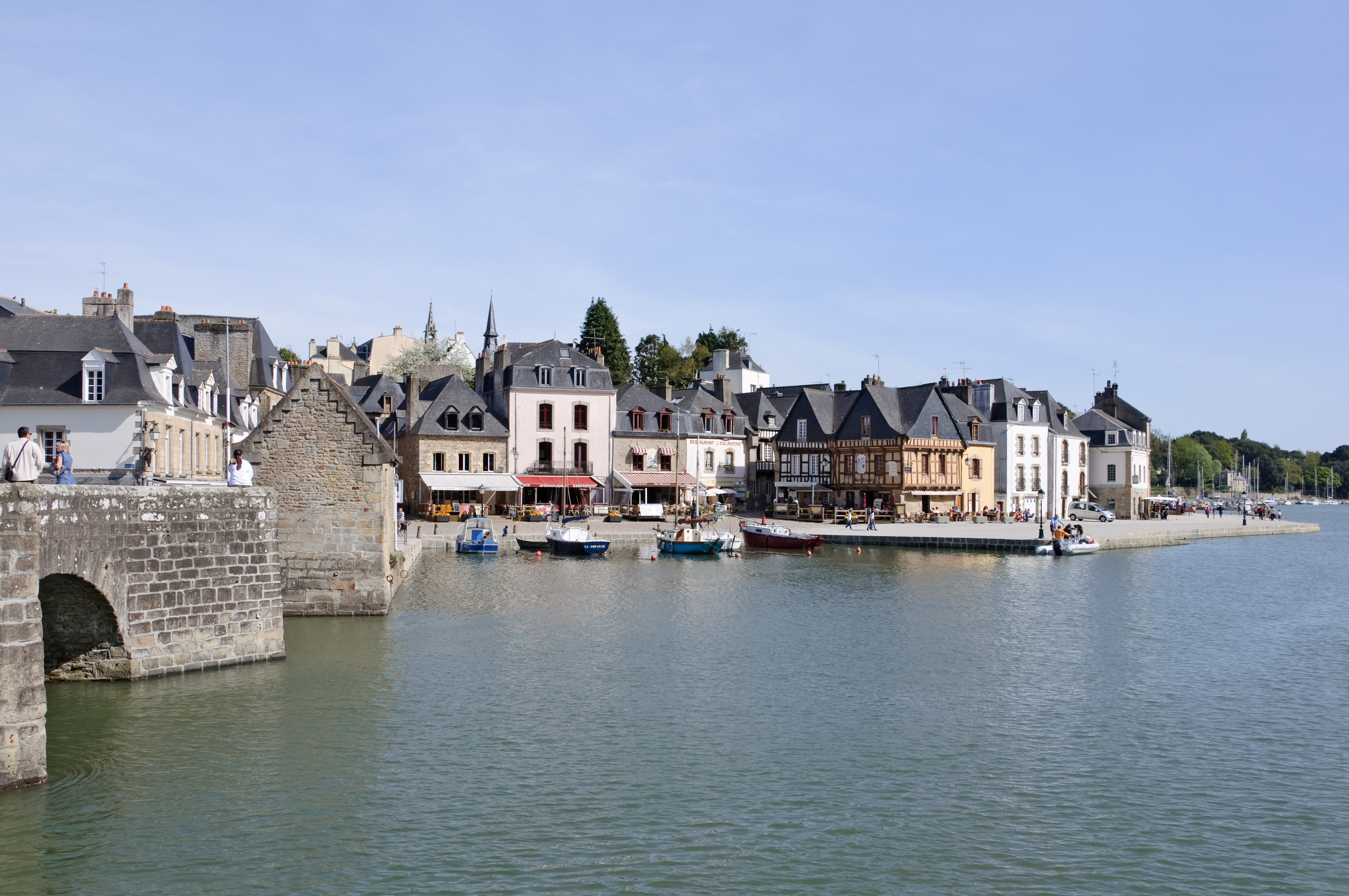
Port de Saint-Goustan, le quai Franklin.

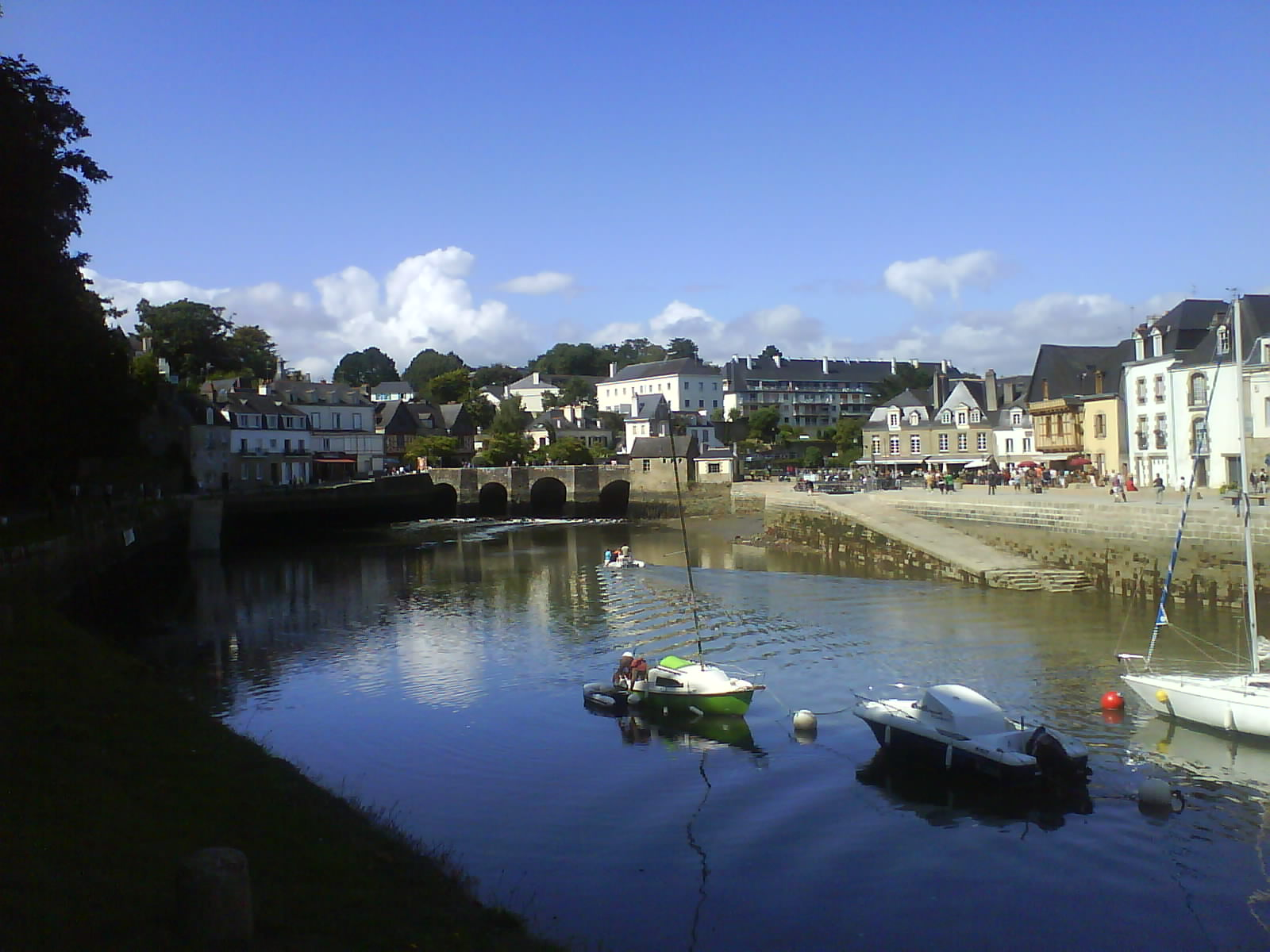
Le port et le pont sur le Loc'h.

Le port, sous sa forme ancienne, date au moins du XIIe siècle; il est situé au premier lieu de passage depuis la mer sur le Loc'h, d'abord par un gué, puis par un pont qui étaient protégés par le château d'Auray. 
Au début du XVIIe siècle, la communauté de ville d'Auray décide de construire un port sur la rive gauche du Loc'h. Des quais et des cales sont aménagés afin de faciliter le déchargement des bateaux de commerce. Jusqu'alors, les vaisseaux utilisaient des équipements réduits ou se laissaient échouer sur les bords de la rivière.
Le « rôle » des taxes portuaires de 1537 témoigne de l'activité commerciale de Saint-Goustan. La ville importe du vin, du sel, du cuir, du fer et de l'acier de Biscaye. En retour, elle exporte du froment, du seigle, de l'avoine, du beurre, de la viande, du poisson, du drap et de la toile. Le Pays d'Auray est, à l'époque, un producteur excédentaire de céréales.
L'aménagement du grand port d'Auray s'achève en 1641 par la construction d'un quai et de deux cales reliant le vieux quai et celui construit en 1615.
Ces travaux donnent naissance à la place Saint-Sauveur puis se poursuivent vers le sud par la construction de l'actuel quai Franklin. Des « bouches de pierre », ou bittes d'amarrage, sont plantées en 1692 pour amarrer des navires.
La création du port de Lorient (1665-1670) et le manque d'importantes voies routières pour relier Saint-Goustan à l'arrière-pays sont à l'origine de la baisse d'activité du port. Elle s'accroît par l'arrivée du chemin de fer et la création en 1865 d'une nouvelle voie d'accès à Auray qui isole le port et réduit encore ses échanges commerciaux. Au XIXe siècle, le développement du port de Lorient, l'avènement du charbon et le développement du réseau ferré prive le port d'une partie de ses activités de cabotage. Seul le transport de poteaux de bois pour étayer les mines de charbon du pays de Galles assure encore, au début du XXe siècle, un peu d'activité sur le quai Franklin.
Le port est peint par de nombreux artistes, dont Odilon Redon et Mathurin Méheut.

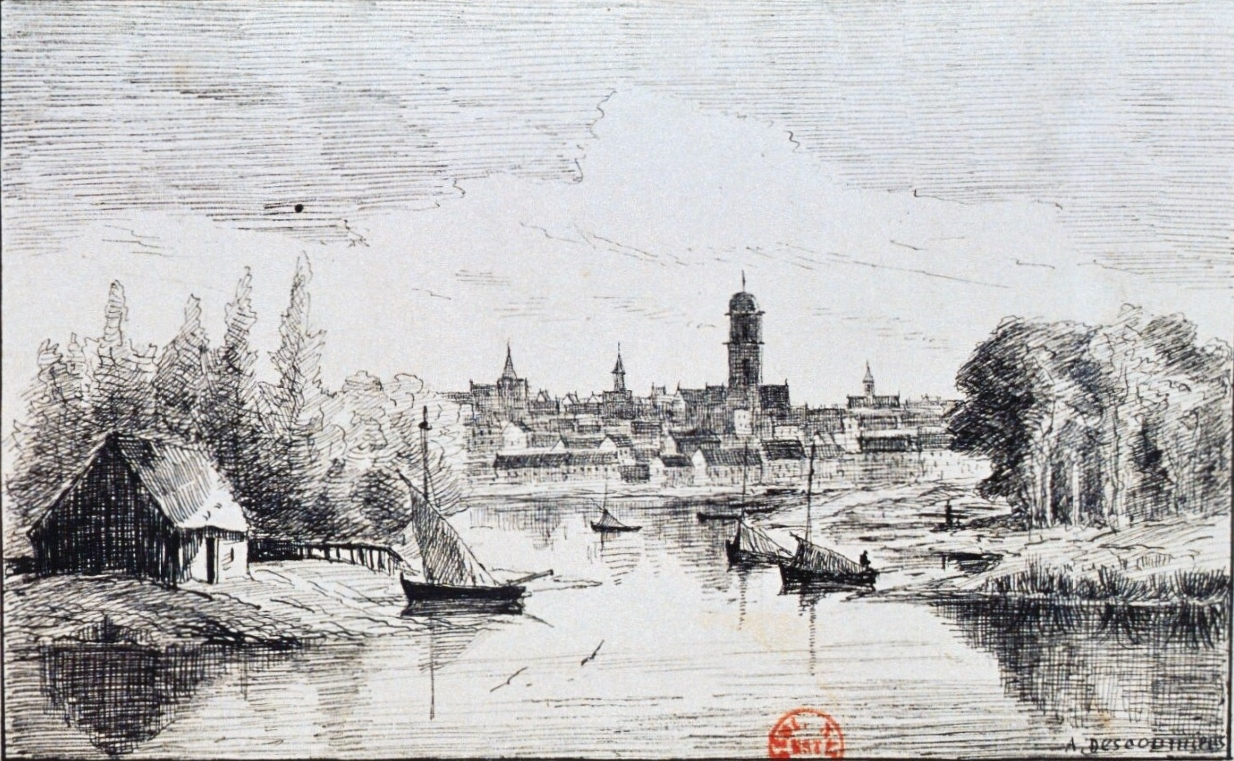
Auray vu de Saint-Goustan (dessin de A. Descoumiers, XIXe siècle).
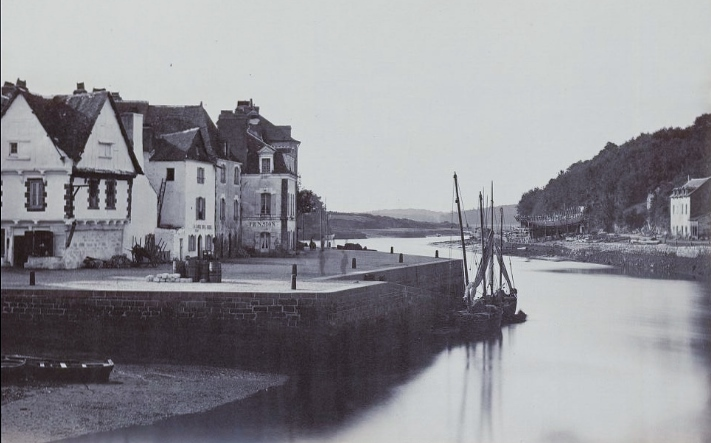
Quai de Saint-Goustan (photographie J. Duclos, vers 1860).
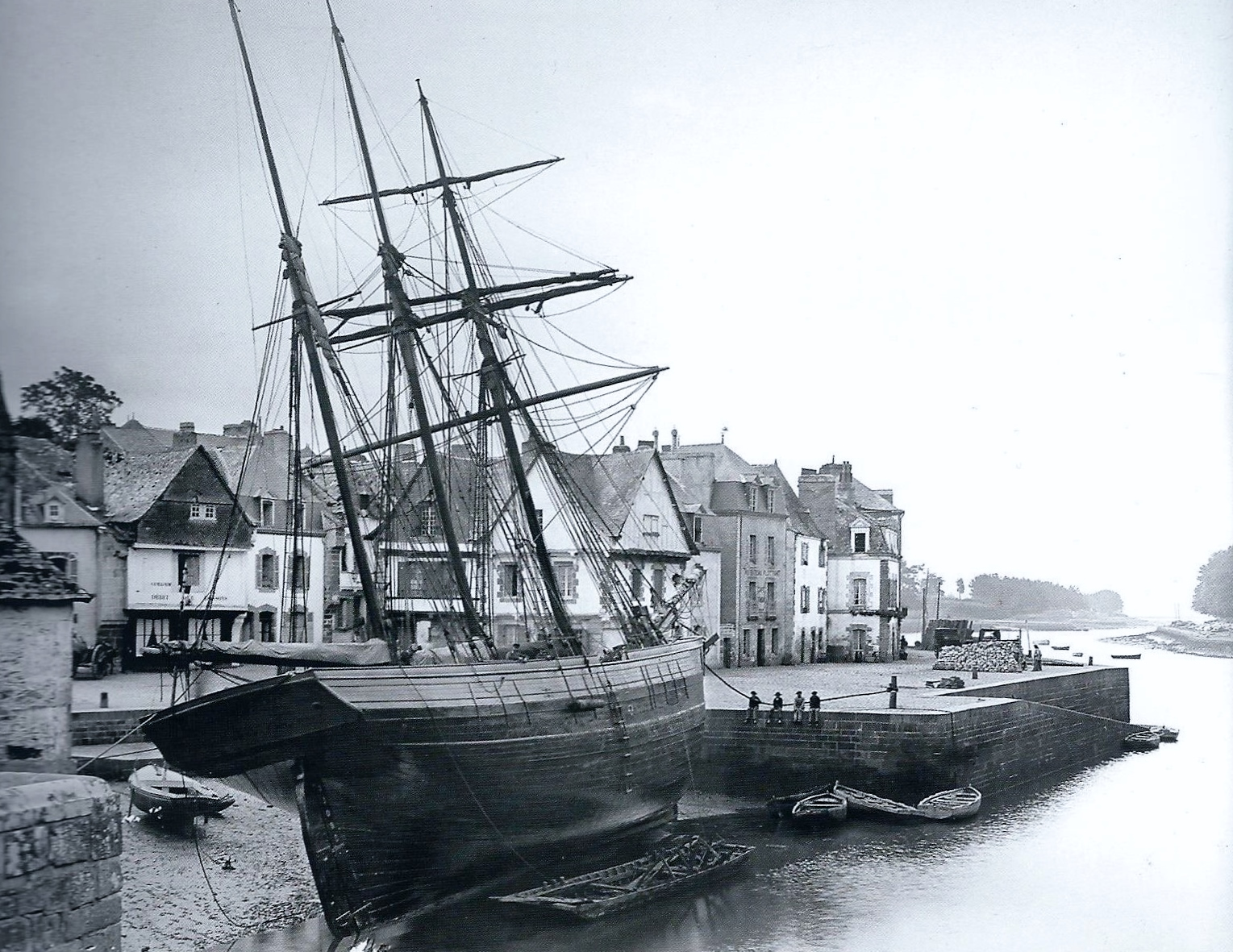
Le port de Saint-Goustan vers 1900.
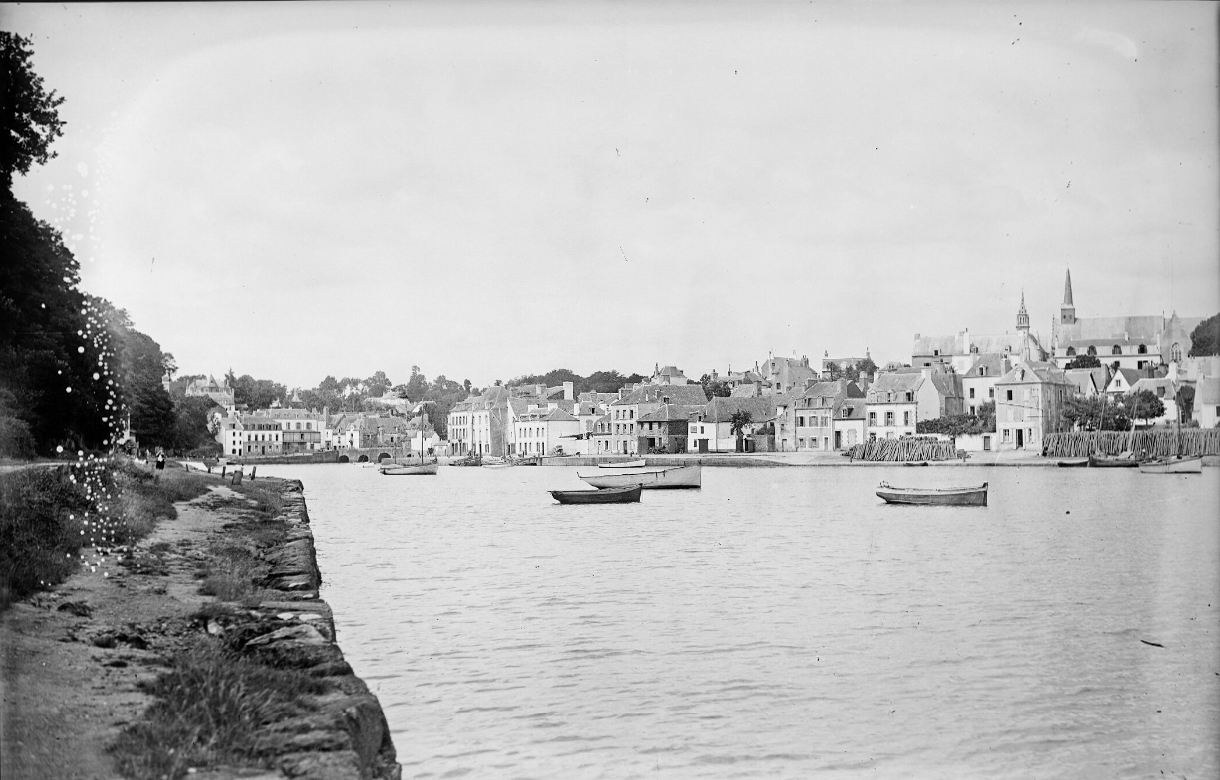
Le port de Saint-Goustan en 1925 1.
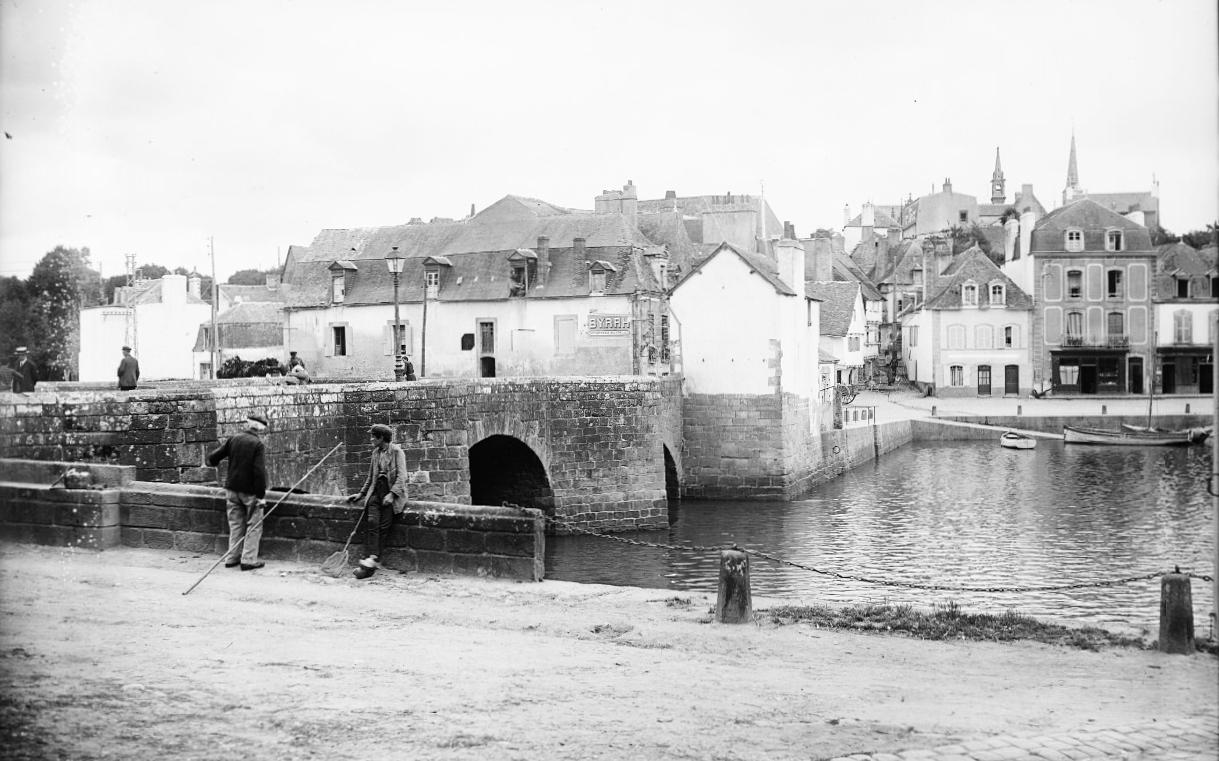
Le port de Saint-Goustan en 1925 2.

Le port, devenu un port de plaisance d'environ 155 places, est adossé au quai. Il est classé port départemental et accueille, en 2007, plus de 1 300 bateaux-visiteurs par an.

Le port de Saint-Goustan est un site touristiques réputé du Pays d'Auray et du Morbihan, pour son caractère pittoresque et les maisons à colombages de la place Saint-Sauveur. 

## Le quai Benjamin Franklin
Pour les articles homonymes, voir Benjamin Franklin (homonymie).
Le nom de ce quai est un hommage à Benjamin Franklin, célèbre diplomate, physicien et ingénieur qui débarque à Auray, le 4 décembre 1776, demander au roi de France de soutenir les Américains dans leur guerre d'indépendance contre l'Angleterre. Des vents contraires ayant empêché son navire de remonter jusqu'à Nantes, son débarquement s'est fait par une chaloupe à Auray.
Pour permettre ou faciliter le chargement et déchargement des gros navires capables de remonter la rivière d'Auray (ou rivière du Loc'h), l'administration décide, au début du XVIIe siècle, d'y construire un quai de pierre pour remplacer les pontons de bois qui tiennent lieu de port en fond de ria. La berge de la rive gauche étant la plus accessible, c'est elle qui est choisie. Les travaux durent de 1614 à 1630. Vers 1680, le quai situé devant la place Saint-Sauveur est prolongé (jusque devant l'actuelle maison no 12). Il est à nouveau rallongé de 13 m, en 1742. L'ancien port d'Auray est achevé en 1641 par le prolongement du quai et la construction de deux rampes en grosses pierres de granit ocre pour l'épais mur de soutènement. Le quai est réparé en 1742. 
En 1791, il nécessite de nouvelles réparations qui se font de juin 1846 à fin 1852. C'est de cette époque que date le pavage du quai. Le quai se dégrade à nouveau et, en 1902, il glisse de plus de 50 cm vers le fleuve. La mairie ne peut envisager de financer les réparations proposées par les ingénieurs des Ponts et chaussées qui voudraient reconstruire entièrement près de 68 m de quai. En 1935, le maire alerte sur le fait que l'effondrement continue à menacer et, l'année suivante, en 1936, il s'écroule sur environ 30 m. Il faut attendre 3 ans pour que les réparations soient entamées et réalisés, en 1939. Au cours du XXe siècle, des grosses pierres de granit de ce quai se sont peu à peu désolidarisées et la circulation de l'eau a creusé des poches derrière le mur de soutènement.
Le quai mesure 220 mètres et est classé en ZPPAUP, ainsi qu'au titre de la protection du Monument naturel du Golfe du Morbihan. Le quai est cerné par des restaurants et hôtels et accueille des braderies, expositions d'artistes, ventes de cartes postales, un manège, diverses activités saisonnières, ainsi que des activités de formations au nautisme. Un bateau promenade pour les îles y a un appontement. Un gréement traditionnel visitable y était accosté à demeure, contenant un petit musée présentant, notamment, une réplique du port de Saint-Goustan.
Fin 2008, une partie du quai, important pour la stabilité des maisons riveraines, s'affaisse. Il est donc consolidé, en urgence, par un remblai de grosses pierres. Cette partie du quai nécessite d'importantes réparations (1,88 million d'euros, avec une première phase de cinq mois qui entreprise en janvier 2009). En décembre 2008, une association se créé avec la fondation du patrimoine, pour favoriser la souscription volontaire de bons de soutien afin de restaurer le quai. Dans cette opération, la « goëlette Saint-Sauveur » est cassée en deux.

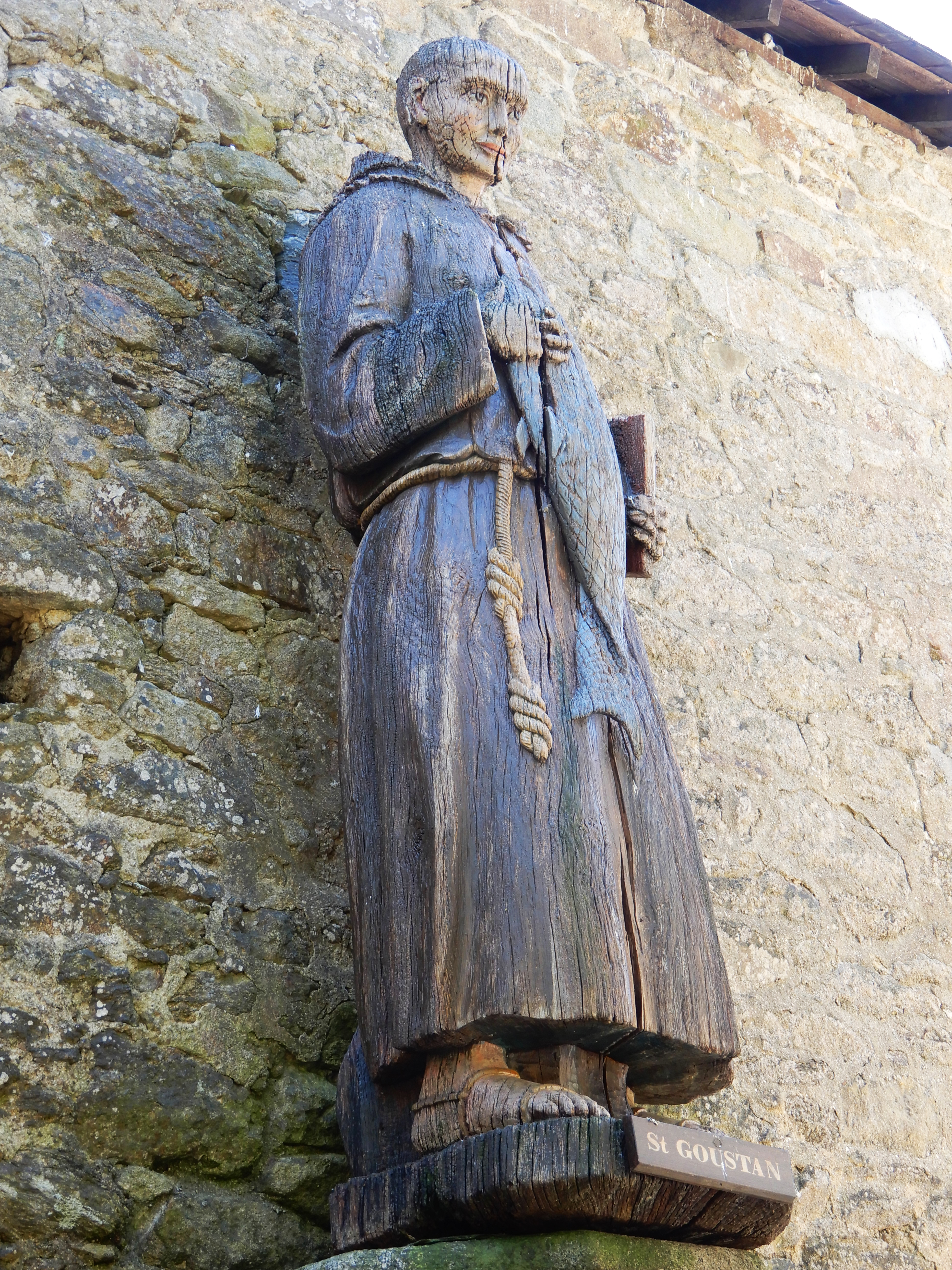
Statue de Saint Goustan, rue Saint-René.
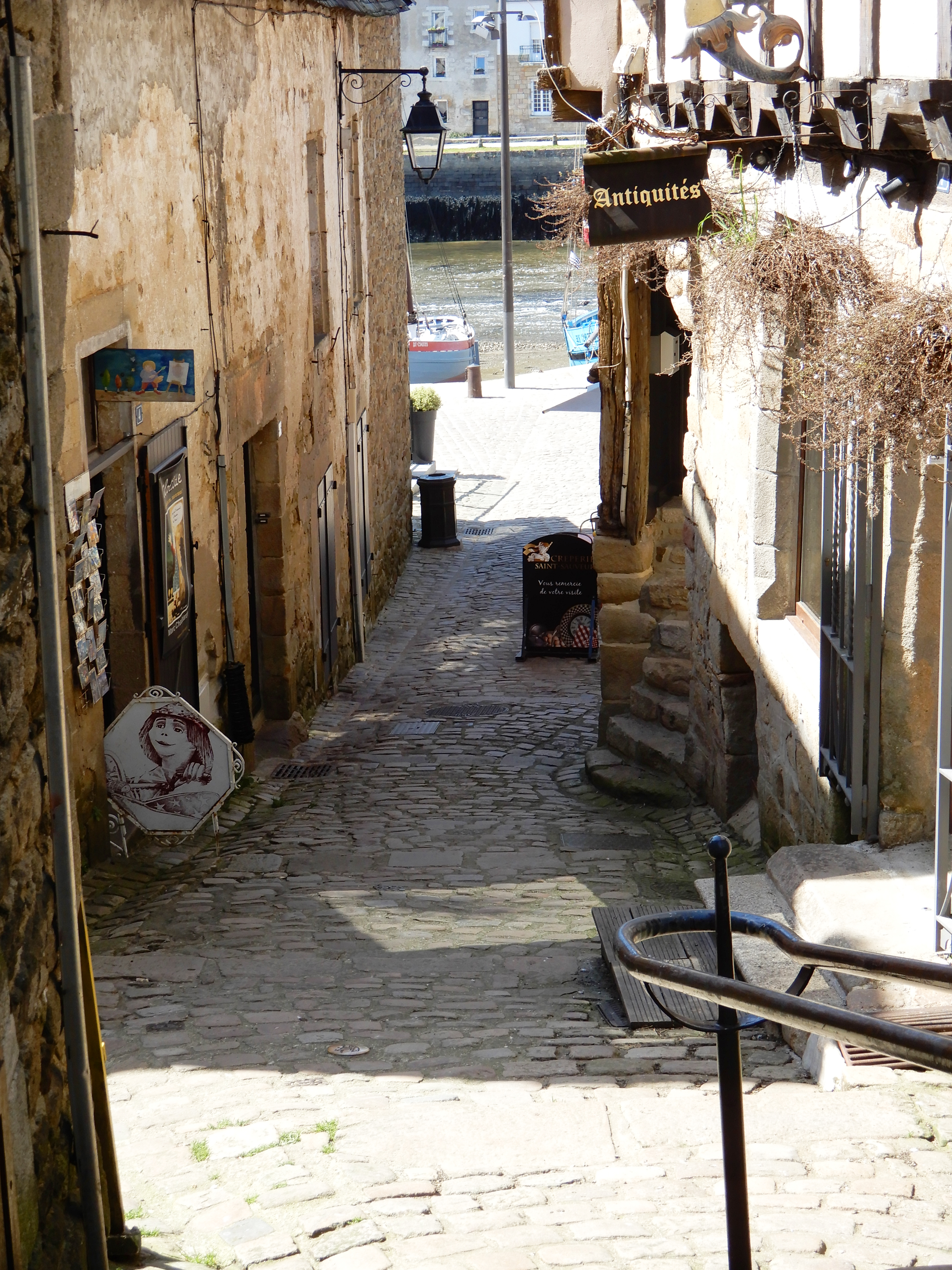
Rue Saint-René.
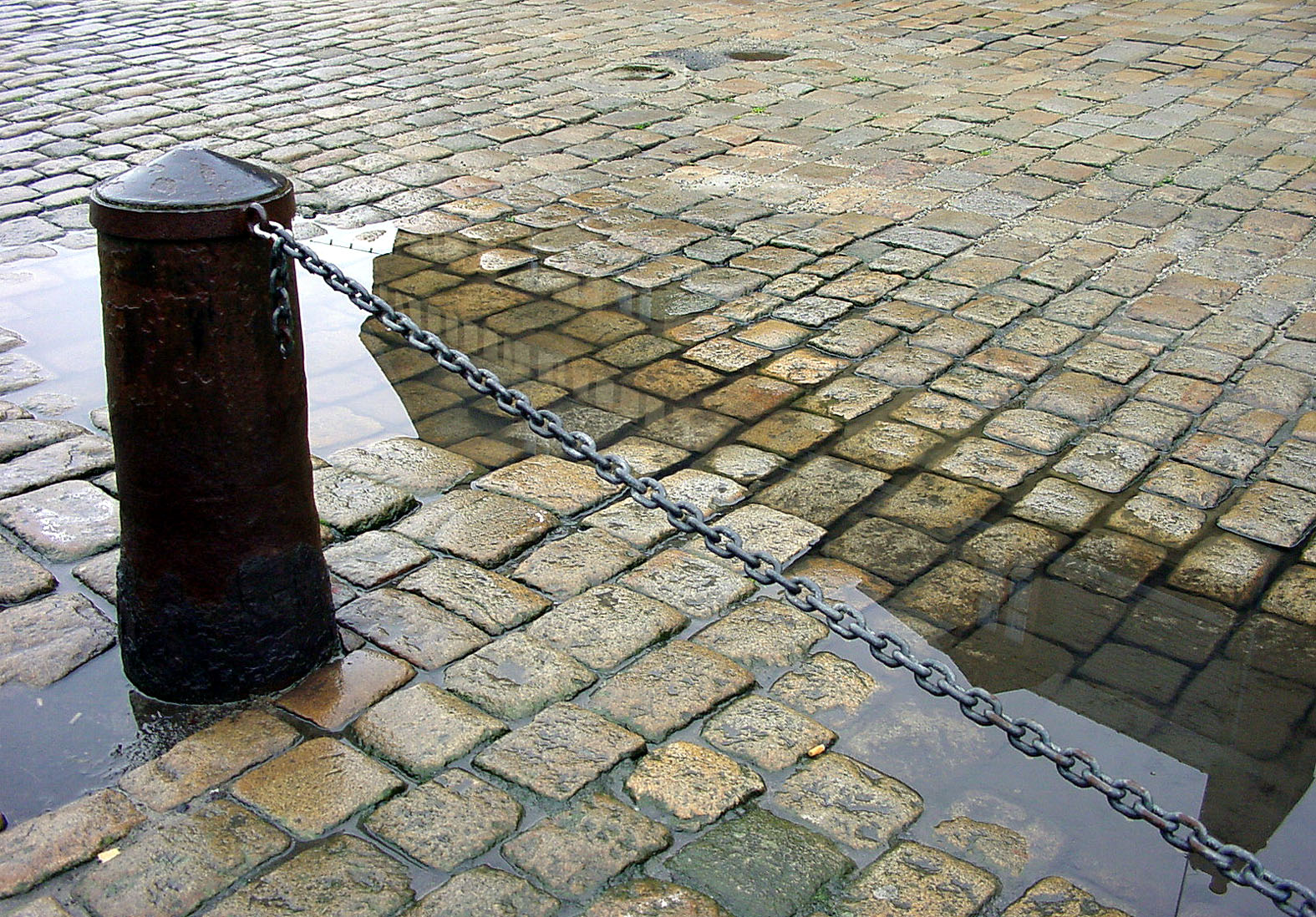
Pavage du XIXe siècle, quai Franklin.

|                                   |  |
|                                   |  |
|                                   |  |
|                                   |  |
| Maisons de la place Saint-Sauveur |  |

## Animations

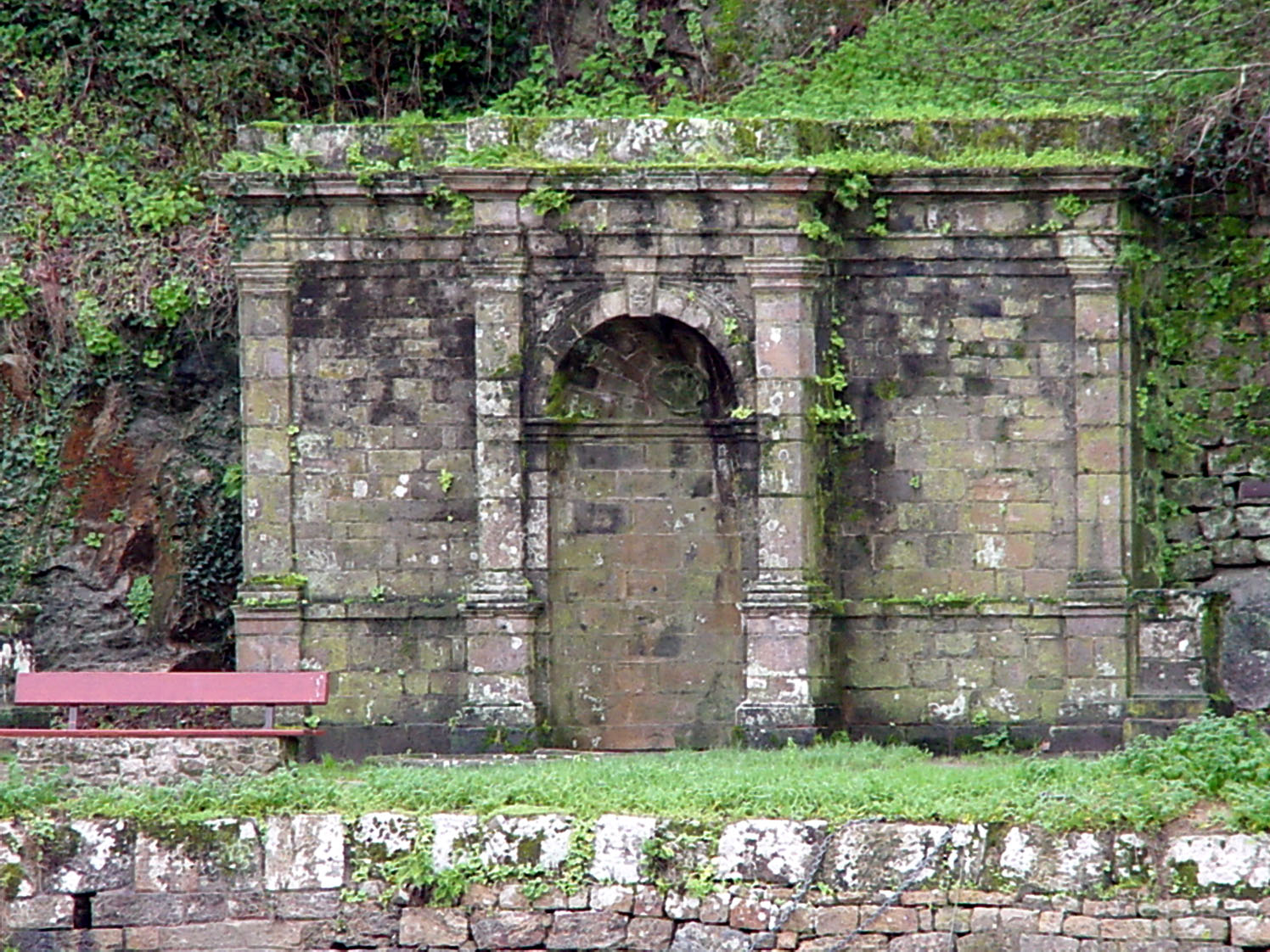
Fontaine Chazelle, Édicule de granit sculpté, Port de Saint-Goustan, face au quai Franklin.

Le port Saint-Goustan accueille chaque année de nombreuses manifestations :
- Marchés du livre et de la carte postale ;
- Marché de l'artisanat ;
- Joutes du Loc'h ;
- Festival de l'huître de Bretagne Sud ;

Le port est une escale de la semaine du golfe, manifestation maritime et terrestre qui se déroule tous les deux ans, durant la semaine de l’Ascension.

## Environnement
Du fait de sa situation quasi estuarienne et grâce à la présence de quelques vasières, le port et la vallée accueillent diverses espèces d'oiseaux marins. Les quais sont couverts de varech et, localement, d'huîtres.
La rivière d'Auray, qui est un petit fleuve côtier, joue un rôle important de corridor biologique, pour les poissons, mais aussi pour les oiseaux. À ce titre, elle est un des éléments naturels de la trame verte nationale, promue par le Grenelle de l'Environnement.

## Dans la culture populaire
- Le port a directement inspiré le scénariste et le dessinateur de la série de bande dessinée Seuls pour le lieu de l'action du onzième tome Les Cloueurs de nuit. Le village se nomme Kerdol dans la BD[4].
- Le port est un lieu de tournage du film Chouans ! de Philippe de Broca en 1988.